# Daniel Sánchez Bustamante
Daniel Sánchez Bustamante Vásquez-Bru (La Paz, Bolivia; 10 de abril de 1871 - Buenos Aires, Argentina; 5 de agosto de 1933) fue un educador, político, abogado, catedrático universitario, periodista, escritor y diplomático boliviano.
Hijo de Juan Sánchez de Bustamante Ponce y de Mercedes Vásquez-Bru Zuazo. Fue ministro de Instrucción Pública y de Asuntos Exteriores de Bolivia en diversos periodos, entre 1909 y 1931.  Se le considera el reformador e impulsor de la enseñanza pública en su país, al haber sido el fundador de la primera escuela normal de formación de maestros. Le correspondió firmar el Tratado de Rectificación de Fronteras entre Bolivia y Perú, más conocido como Tratado Polo-Bustamante (1909).

## Biografía
Daniel Sánchez Bustamante nació en la ciudad de La Paz el 10 de abril de 1871. Fue hijo de Juan Sánchez de Bustamante y Ponce de León y Mercedes Vásquez-Bru Zuazo. Se educó en su ciudad natal en donde estudió derecho y se graduó como doctor en Leyes (abogado) en 1891.
En 1891 incursionó en la política y fue nombrado al año siguiente miembro del Consejo de Oruro. Años después fue elegido diputado nacional de 1894 a 1900. En esa época se trasladó a Sucre, entonces capital de Bolivia, donde fundó la Revista de Bolivia y colaboró en el Eco Moderno en 1898.  En 1895 se casó con Carmen Calvo Molina, en quien procreó nueve hijos. Se dedicó también a la docencia, como catedrático de Sociología y Filosofía del Derecho en las universidades de Sucre y La Paz. Fue además Comisionado de Instrucción del Municipio de La Paz.
En el campo de la política partidaria, fue miembro destacado del Partido Liberal, y como tal, defensor del modelo económico librecambista. Por un tiempo fue asesor legal del magnate de la minería boliviana Simón I. Patiño. En 1901 fue nombrado Subsecretario del Despacho del Ministerio de Gobierno, y en tal calidad se encargó de la redacción de los Reglamentos Electoral y de Imprenta.
  

Durante el gobierno de Ismael Montes Gamboa fue Ministro de Instrucción Pública y Justicia. Durante su gestión impulsó grandemente la educación pública. El 6 de junio de 1909 fundó en la capital boliviana la primera Escuela Nacional de Maestros, fecha que posteriormente fue instituida como el Día del Maestro, por Decreto Supremo del 24 de mayo de 1924.

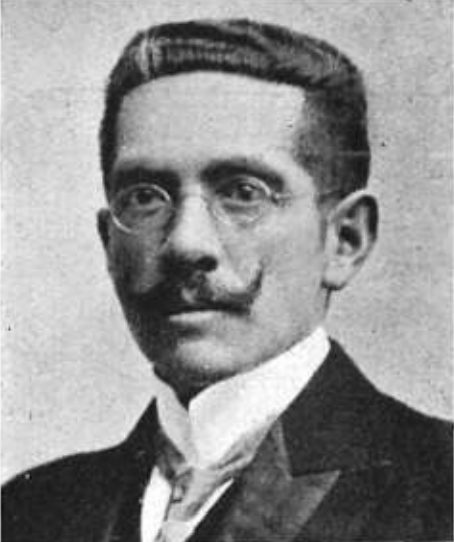
En foto publicada por la revista argentina "Caras y Caretas", el 8/8/1931, cuando fue nombrado por el gobierno boliviano como ministro plenipotenciario en Argentina.

El 7 de agosto de 1909 asumió interinamente el Ministerio de Relaciones Exteriores, siendo ratificado como titular el día 14.  Durante esta gestión suscribió el Tratado de Rectificación de Fronteras entre Bolivia y Perú, firmado en La Paz el 17 de septiembre de 1909, acuerdo que puso fin al largo litigio de límites entre ambos países, que poco antes habían estado al borde de la guerra. Durante las negociaciones previas, ambas partes aceptaron el laudo arbitral dado por el presidente argentino José Figueroa Alcorta, acordando hacer algunas modificaciones. Por la parte peruana suscribió el ministro plenipotenciario Solón Polo, por lo que el acuerdo es también conocido como Tratado Polo-Bustamante o Tratado Polo-Sánchez Bustamante.
Sánchez Bustamante refrendó también el Tratado de Comercio y Navegación Fluvial entre Bolivia y Brasil, suscrito en Río de Janeiro el 12 de agosto de 1910. En un memorandum fechado el 22 de abril de 1910 y dirigido a sus pares de Chile y Perú, propuso que estos dos países dejaran de ser fronterizos y permitieran a Bolivia recuperar su acceso al Océano Pacífico a través de las provincias peruanas de Tacna y Arica, entonces bajo administración chilena.

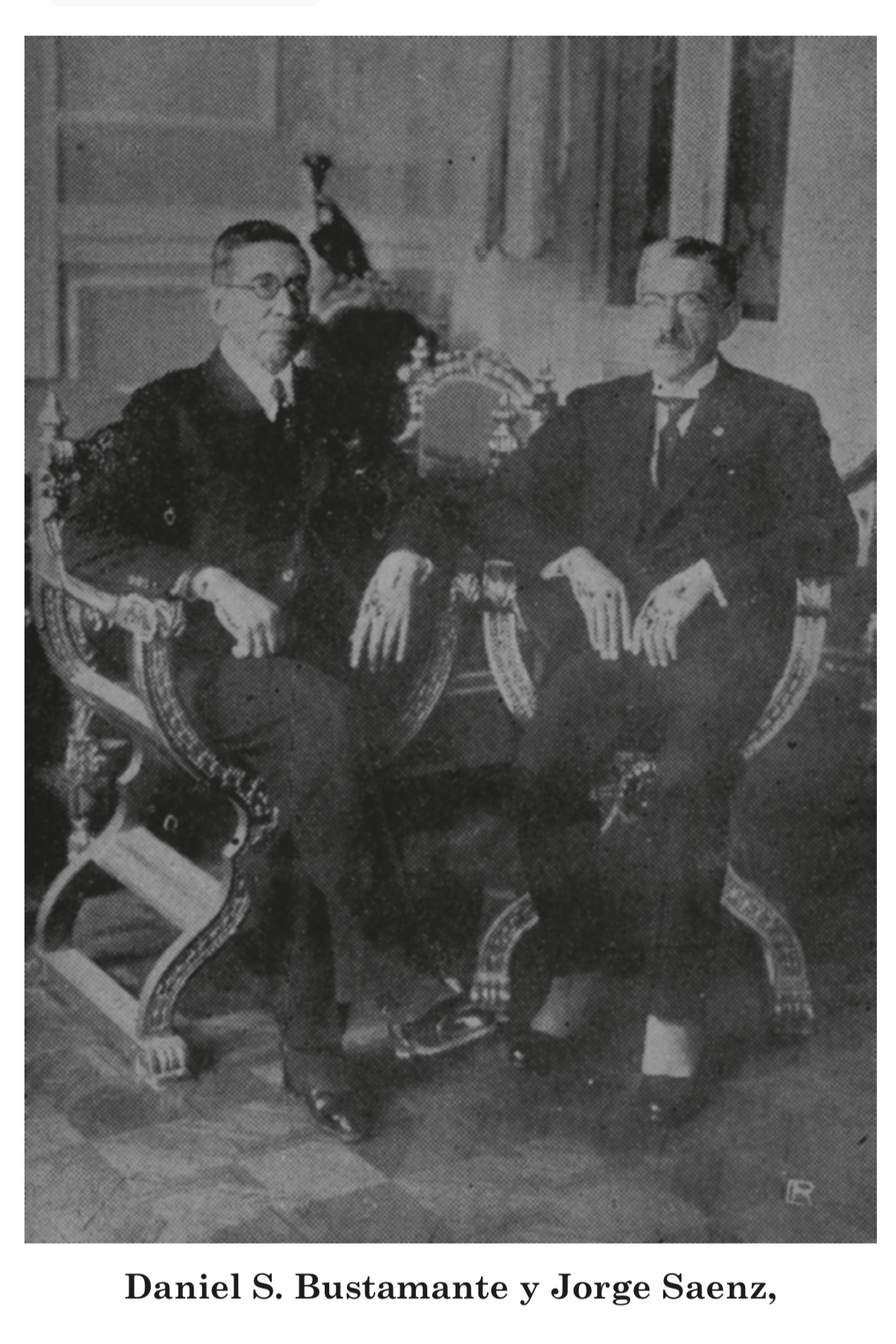
Daniel Sánchez Bustamante y Jorge Sáenz.

En las postrimerías de 1910, poco antes de que dejara la cancillería, se produjo un incidente en la frontera con el Perú, que amenazó con hacer renacer el conflicto con dicho país. Un nutrido destacamento boliviano atacó el puesto de Guayabal, en el Manuripe. La reducida guarnición peruana que defendía dicho puesto fue exterminada; entre los caídos estaban el teniente Alejandro Acevedo y el sargento Carlos Zela (19 de noviembre de 1910). Sin embargo, el asunto no fue a mayores, pues un protocolo firmado en 1911 entre ambos países allanó las dificultades en torno a la ejecución del tratado de límites.
En 1917, durante el gobierno del presidente José Gutiérrez Guerra, fue Ministro de Instrucción y Agricultura. Llegó a ser proclamado Maestro de la juventud boliviana. En 1930 tuvo a su cargo la redacción del Estatuto de Educación Pública, que consagró la autonomía universitaria inspirada en los postulados de la reforma universitaria de 1918 iniciada en Córdoba, Argentina. Al respecto, contó con el respaldo del presidente de Bolivia, general Carlos Blanco Galindo. El 5 de marzo de 1931, fue por segunda vez investido como Ministro de Relaciones Exteriores, durante la presidencia de Daniel Salamanca. Pero esta vez su gestión fue breve, pues renunció el 22 de mayo del mismo año. Durante la Guerra del Chaco entre Bolivia y Paraguay fue acreditado en Buenos Aires como asesor de la comisión boliviana en las negociaciones de paz, y llegó a entrevistarse con el presidente argentino José Félix Uriburu.
Fue miembro de la Sociedad Geográfica de Madrid, de la Academia de Ciencias Sociales y del Instituto del Derecho Internacional, entre otras instituciones. En mayo de 1931 fue enviado a Argentina para negociar la venta de petróleo a dicho país. Se hallaba realizando dicha gestión cuando le sorprendió la muerte en la capital argentina.

## Publicaciones
Es autor de varias obras de tema jurídico, sociológico, pedagógico y de derecho internacional, entre las que destacamos las siguientes:
- 1901: Principios de Derecho
- 1903: Principios de Sociología
- 1904: Opiniones y Discursos
- 1911: Los límites con la República Argentina
- 1917: Los conflictos internacionales y el panamericanismo
- 1919: Bolivia, su estructura y sus derechos en el Pacífico
- 1925: Bolivia en el Primer Centenario de su Independencia, del cual escribió un estudio preliminar.[5]
- Según figura en el Diccionario histórico del Departamento de La Paz, también escribió: Silabario para las escuelas, Bases e informe para la educación Nacional.

## Descendencia
Se casó con Carmen Calvo Molina con quien tuvo cinco hijos y cinco hijas, entre ellos Carmen, María Luisa e Isabel, uno de sus nietos, hijo de la feminista Carmen Sánchez Bustamante es Gonzalo Sánchez de Lozada, quien fue presidente de Bolivia en dos periodos: de 1993 a 1997 y de 2002 a 2003.